# Чокорда Где Рака Сукавати
Чокорда Где Рака Сукавати (индон. Tjokorda Gde Raka Soekawati, Cokorda Gde Raka Sukawati), (15 января 1899 года, Убуд — 1967 год, Индонезия) — индонезийский политический деятель, первый и единственный президент Государства Восточная Индонезия (1946—1950).

## Биография

### Происхождение, ранние годы жизни и образование
Чокорда Где Рака Сукавати родился 15 января 1899 года в городе Убуде на острове Бали, в то время являвшемся частью Голландской Ост-Индии, а ныне входящего в состав округе округ Гианьяр индонезийской провинции Бали. балиец по национальности, принадлежал к балийской касте ксатриев, соответствующей индийским кшатриям, на что указывает компонент «Чокорда» в его имени. Семья Сукавати с начала XIX века правила небольшим княжеством Убуд, находившемся под сюзеренитетом более крупного княжества Гианьяр; последнее, в свою очередь, зависело от голландской администрации. Отец Чокорды Где Рака Сукавати, Чокорда Где Сукавати (индон. Cokorda Gede Sukawati) на момент рождения сына был правителем Убуда.
Окончил голландскую школу для индонезийских чиновников. В 1918 году получил назначение аудитором в город Бандунг; в конце того же года переведён в Денпасар, где стал чиновником в колониальной администрации. В 1919 году стал правителем Убуда после отречения его отца от престола. В 1924 году Сукавати был избран членом Фольксраада и оставался им до 1927 года. В конце 1931 года отрёкся от престола в пользу своего младшего брата Чокорды Где Агунга Сукавати (индон. Cokorda Gede Agung Sukawati), и отправился в Европу с целью получения образования. В 1932 году посетил Нидерланды для изучения сельского хозяйства.

### Политическая деятельность
С 1942 по 1945 годы Голландская Ост-Индия была оккупирована Японией. 17 августа 1945 года, вскоре после объявления о капитуляции Японии, была провозглашена независимость Республики Индонезии (РИ). Нидерланды, желавшие вернуть бывшую колонию под свой контроль, развернули против новообразованного государства военную кампанию и оккупировали значительную часть его территории, однако полностью захватить Республику и подавить сопротивление сторонников её независимости не смогли. В этих условиях голландцы пошли по пути создания на оккупированных территориях ряда марионеточных государств, крупнейшим из которых стало Государство Великий Восток, провозглашённое в декабре 1946 года на конференции в Денпасаре и вскоре переименованное в Государство Восточная Индонезия (ГВИ). На той же денпасарской конференции был сформирован временный парламент ГВИ и избран временный президент, которым стал Чокорда Где Рака Сукавати. 27 декабря 1949 года ГВИ, вместе с другими марионеточными государствами Нидерландов, а также РИ, вошло в состав Соединённых Штатов Индонезии. 21 апреля 1950 года ГВИ была упразднена и её территория вошла в состав унитарной РИ. Большую роль в процессе мирной реинтеграции ГВИ в РИ сыграл Сукавати.
Чокорда Где Рака Сукавати умер в 1967 году в Индонезии.

## Семья
Чокорда Где Рака Сукавати был женат дважды. Его первой женой была балийка Густи Агунг Ньянг Путу, от брака с которой родился сын Чокорда Нгурах Вим Сукавати, посол Индонезии в Швейцарии с 1975 по 1979 годы. В 1933 году Чокорда женился на француженке по имени Жильберт Венсан (фр. Gilberte Vincent), от которой имел двух сыновей.

## Галерея

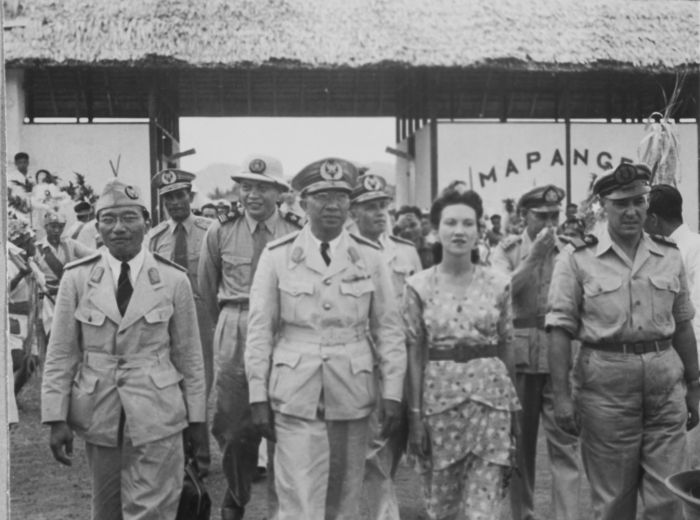
Чокорда Где Рака Сукавати и его супруга Жильберт Венсан во время посещения Минахасы. Апрель 1948 года.
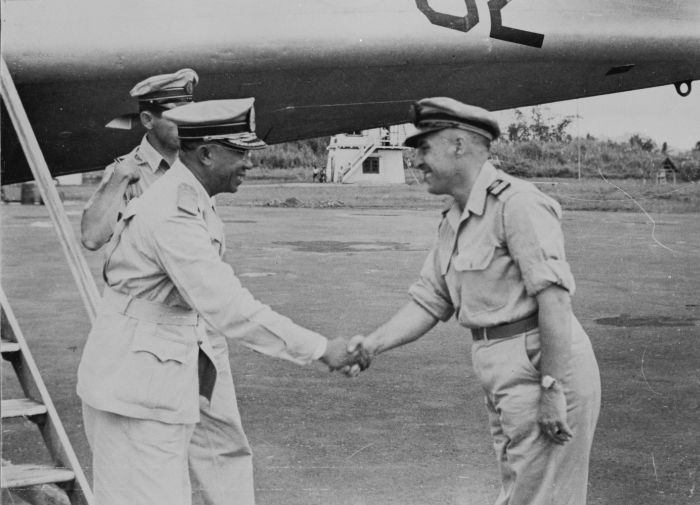
Чокорда Где Рака Сукавати (слева) и голландский резидент Х.Х. Моррисон
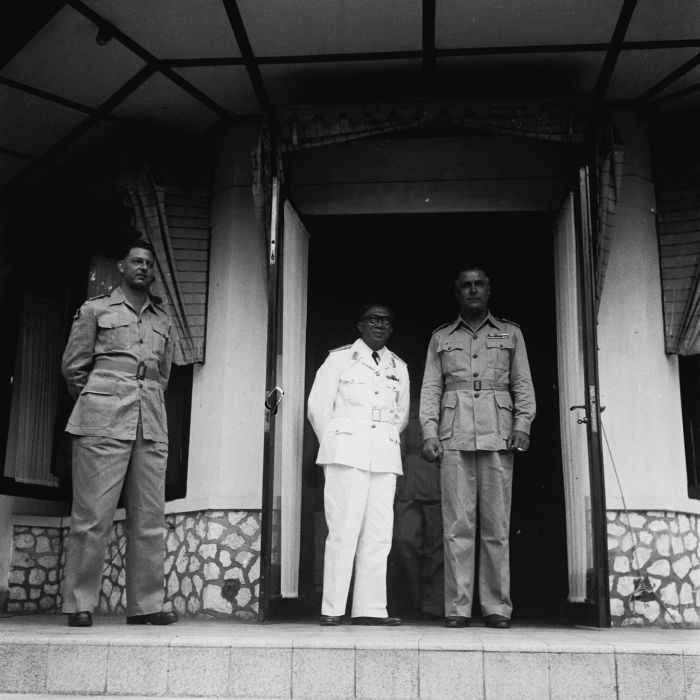
Чокорда Где Рака Сукавати (слева, в белом) и голландский полковник Шефелаар. 1948 или 1949 год